# Lista de estádios da National Football League
Os estádios da National Football League estão atualmente entre os maiores e mais modernos do mundo, para acomodar um campeonato com média de público acima de sessenta mil pessoas por jogo hoje em dia os estádios da NFL podem sair até por quase um bilhão de dólares.

## Lista
| Pos | Estádio                    | Capacidade | Piso                                                           | Localização         | Time                                  | Primeiro ano que foi usado |
| --- | -------------------------- | ---------- | -------------------------------------------------------------- | ------------------- | ------------------------------------- | -------------------------- |
| 1   | AT&T Stadium               | 80,000     | Grama artificial (Hellas Matrix Turf)                          | Arlington, TX       | Dallas Cowboys                        | 2009                       |
| 2   | SoFi Stadium               | 70,000     | Grama artificial (Hellas Matrix Turf)                          | Inglewood, CA       | Los Angeles Rams Los Angeles Chargers | 2020                       |
| 3   | MetLife Stadium            | 82,500     | Grama artificial (UBU Sports Speed Series S5-M Synthetic Turf) | East Rutherford, NJ | New York Giants New York Jets         | 2010                       |
| 4   | FedEx Field                | 58,000     | Grama natural (Bermuda grass)                                  | Landover, MD        | Washington Commanders‎                 | 1997                       |
| 5   | Arrowhead Stadium          | 76,416     | Grama natural (Bermuda grass)                                  | Kansas City, MO     | Kansas City Chiefs                    | 1972                       |
| 6   | Hard Rock Stadium          | 65,326     | Grama natural (Bermuda grass)                                  | Miami Gardens, FL   | Miami Dolphins                        | 1987                       |
| 7   | Empower Field at Mile High | 76,125     | Grama natural (Kentucky bluegrass)                             | Denver, CO          | Denver Broncos                        | 2001                       |
| 8   | Highmark Stadium           | 71,608     | Grama artificial (A-Turf Titan 50)                             | Orchard Park, NY    | Buffalo Bills                         | 1973                       |
| 9   | Bank of America Stadium    | 74,867     | Grama artificial (FieldTurf)                                   | Charlotte, NC       | Carolina Panthers                     | 1996                       |
| 10  | Huntington Bank Field      | 67,431     | Grama natural (Kentucky bluegrass)                             | Cleveland, OH       | Cleveland Browns                      | 1999                       |
| 11  | U.S. Bank Stadium          | 66,655     | Grama artificial (FieldTurf)                                   | Minneapolis, MN     | Minnesota Vikings                     | 2016                       |
| 12  | Lambeau Field              | 81,441     | Grama híbrida (Desso GrassMaster)                              | Green Bay, WI       | Green Bay Packers                     | 1957                       |
| 13  | Caesars Superdome          | 73,208     | Grama artificial (FieldTurf Revolution 360)                    | New Orleans, LA     | New Orleans Saints                    | 1975                       |
| 14  | Mercedes-Benz Stadium      | 71,000     | Grama artificial (FieldTurf Revolution 360)                    | Atlanta, GA         | Atlanta Falcons                       | 1992                       |
| 15  | Allegiant Stadium          | 65,000     | Grama natural (Bermuda grass)                                  | Paradise, NE        | Las Vegas Raiders                     | 2020                       |
| 16  | NRG Stadium                | 72,220     | Grama artificial (Hellas Matrix Turf)                          | Houston, TX         | Houston Texans                        | 2002                       |
| 17  | Lumen Field                | 69,000     | Grama artificial (FieldTurf Revolution 360)                    | Seattle, WA         | Seattle Seahawks                      | 2002                       |
| 18  | M&T Bank Stadium           | 71,008     | Grama natural (Bermuda grass)                                  | Baltimore, MD       | Baltimore Ravens                      | 1998                       |
| 19  | Lincoln Financial Field    | 69,596     | Grama híbrida (Desso GrassMaster)                              | Filadélfia, PA      | Philadelphia Eagles                   | 2003                       |
| 20  | Nissan Stadium             | 69,143     | Grama natural (Bermuda grass)                                  | Nashville, TN       | Tennessee Titans                      | 1999                       |
| 21  | Gillette Stadium           | 66,829     | Grama artificial (FieldTurf)                                   | Foxborough, MA      | New England Patriots                  | 2002                       |
| 22  | Levi's Stadium             | 68,500     | Grama natural (Bermuda grass/Perennial grass)                  | Santa Clara, CA     | San Francisco 49ers                   | 2015                       |
| 23  | Acrisure Stadium           | 68,400     | Grama natural (Kentucky bluegrass)                             | Pittsburgh, PA      | Pittsburgh Steelers                   | 2001                       |
| 24  | EverBank Stadium           | 67,838     | Grama natural (Bermuda grass)                                  | Jacksonville, FL    | Jacksonville Jaguars                  | 1995                       |
| 25  | Raymond James Stadium      | 69,218     | Grama natural (Bermuda grass)                                  | Tampa, FL           | Tampa Bay Buccaneers                  | 1998                       |
| 26  | Paycor Stadium             | 65,515     | Grama sintética (UBU Speed Series S5-M Synthetic)              | Cincinnati, OH      | Cincinnati Bengals                    | 2000                       |
| 27  | Ford Field                 | 65,000     | Grama artificial (FieldTurf Classic HD)                        | Detroit, MI         | Detroit Lions                         | 2002                       |
| 28  | State Farm Stadium         | 63,400     | Grama natural (Bermuda grass)                                  | Glendale, AZ        | Arizona Cardinals                     | 2006                       |
| 29  | Lucas Oil Stadium          | 63,000     | Grama artificial (Shaw Sports Momentum Pro)                    | Indianapolis, IN    | Indianapolis Colts                    | 2008                       |
| 30  | Soldier Field              | 61,500     | Grama natural (Kentucky bluegrass)                             | Chicago, IL         | Chicago Bears                         | 2003                       |